# The Chambers Brothers
The Chambers Brothers sono un gruppo soul, conosciuti specialmente per il brano Time Has Come Today. Il gruppo faceva parte della nuova onda blues e gospel che inondò l'America in quegli anni, suonandola con un'attitudine psichedelica e aggiungendo elementi rock. Numerosi loro brani sono stati inseriti in diverse colonne sonore.

## Storia
Originari di Carthage (Mississippi), i The Chambers Brothers facevano inizialmente parte del coro della loro chiesa battista. Dopo la partenza per l'esercito del fratello maggiore, George, gli altri fratelli si stabilirono a Los Angeles quando George, una volta dimessosi, si trasferì lì. Suonando in quartetto, il gruppo si è esibito in tutta la regione sud della California, ma rimase praticamente sconosciuto fino alla loro esibizione a New York, nel 1965.

## Formazione
- George Chambers (26 settembre 1931 - 12 ottobre 2019 Deceduto)[1]
- Willie Chambers (3 marzo 1938)
- Lester Chambers (13 aprile 1940)
- Joe Chambers (22 agosto 1942 - 15 agosto 2024 Deceduto)[2]
- Brian Keenan (28 gennaio 1943 - 5 ottobre 1985 Deceduto)[3]

## Classifiche Singoli e Album

### Classifiche Singoli
- 1968 - "I Can't Turn You Loose" #37
- 1968 - "Time Has Come Today" #11
- 1969 - "Wake Up" #92
- 1970 - "Love, Peace And Happiness" #96
- 1971 - "Funky" #40
- 1974 - "Let's Go, Let's Go, Let's Go" #76

### Classifiche Album
- 1968 - A New Time-A New Day, Black Albums #24; Pop Albums, #16
- 1968 - The Time Has Come, Black Albums, #6; Pop Albums #4
- 1970 - Love, Peace and Happiness, Black Albums, #17; Pop Albums #58
- 1970 - The Chambers Brothers Greatest Hits (Vault), Pop Albums #193
- 1971 - New Generation, Black Albums #36; Pop Albums #145
- 1972 - The Chambers Brothers' Greatest Hits (Columbia), Pop Albums, #166
- 1974 - Unbonded, Pop Albums, #144

## Album

### Record Album
- 1965 - People Get Ready
- 1966 - Now
- 1966 - Barbara Dane and The Chambers Brothers
- 1967 - The Time Has Come
- 1968 - Groovin' Time
- 1968 - Shout
- 1968 - A New Time
- 1969 - Love, Peace And Happiness / Live At Bill Graham's Fillmore East
- 1969 - Shout
- 1970 - Feelin' the Blues
- 1971 - New Generation
- 1972 - Oh, My God!
- 1974 - Unbonded
- 1975 - Right Move
- 1976 - Live in Concert on Mars

### CD Album
- 1999 - Now! Live
- 2000 - The Time Has Come
- 2004 - Live Fillmore West 65
- 2005 - Live
- 2007 - People Get Ready
- 2007 - Now
- 2007 - Shout
- 2007 - Feelin' the Blues
- 2008 - The Time Has Come

## Compilations

### LP
- 1970 - Chambers Brothers' Greatest Hits [Double Album]
- 1971 - Greatest Hits
- 1973 - The Best of the Chambers Brothers [Double Album]
- 1975 - The Time Has Come / A New Time – A New Day [2 on 1 Album]

### CD
- 1988 - Greatest Hits
- 1995 - Goin Uptown
- 1996 - Time Has Come: Best Of The Chambers Brothers
- 1998 - Time
- 1999 - Now / People Get Ready [2 on 1 CD]